# Famille du Roure de Beaujeu
Pour les articles homonymes, voir Du Roure (homonymie), Roure et Beaujeu.
La famille du Roure de Beaujeu, famille de la noblesse française subsistante, est originaire de Saint-Ambroix (Gard) dans le Languedoc. 
Elle compte parmi ses membres des officiers, des personnalités en Arles dont un historien et généalogiste des familles provençales. Cette famille a tenu une place importante dans cette cité aux XIXe et XXe siècles.

## Patronyme
Cette famille n'a pas de lien de filiation avec la famille de Beauvoir du Roure qui est éteinte et qui était originaire du Gévaudan.

## Histoire

### Les origines

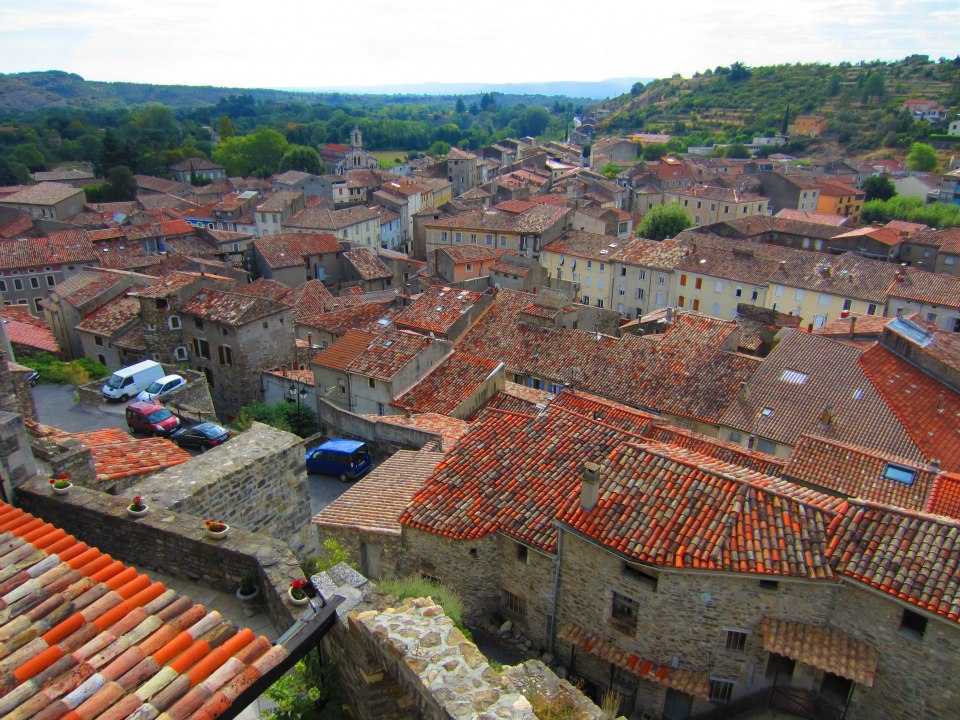
Vue sur la ville de Saint-Ambroix.

Cette famille est issue de cordonniers et marchands à Saint-Ambroix du XVe siècle au XVIIe siècle, ville qui se trouve dans l'aire d'attraction d'Alès dans les Cévennes.

### En Arles

Vue sur la ville d'Arles.

Elle a été anoblie (confirmé) en novembre 1758,.
Plusieurs de ses membres s’illustrèrent dans la vie locale, ainsi Henri du Roure (né en 1741), maire d’Arles de 1805 à 1807 ou encore Host Jérôme Scipion, dit le baron du Roure (1858-1924), qui fut un important historien et généalogiste régional. Les fonds patrimoniaux de la médiathèque municipale ont été dépositaires des archives de la famille. Une descendante, Anna, née en 1859, épousa Charles de La Forest de Divonne, lequel racheta la demeure familiale de la rue de la Roquette en 1900, laquelle prit son nom.
Le site internet de la mairie d'Arles précise que cette famille fut l'une des plus brillantes de la ville en tenant une place importante à Arles aux XIXe et XXe siècles.
L'alliance avec la famille du Laurens amène la baronnie de Beaujeu et le domaine de Barbegal qui avait un vignoble important à la fin du XIXe siècle.[réf. nécessaire]

## Filiation
Scipion du Roure, né le 10 janvier 1628, et mort en 1696, est officier au régiment d'Auvergne. Il teste le 17 juillet 1679, chez maître Ducamp, notaire à Nîmes, et nomme son fils aîné Nicolas, légataire de ses biens. Sa descendance nous est connue par la lecture des actes d'état civil.
- Scipion du Roure (1628-1696) épouse Domergue de Danger, le 1er octobre 1650 à Uzès.
  - Nicolas du Roure (1662 à Nîmes - 1716 à Arles), capitaine et viguier royal d'Arles. Le 7 janvier 1700 à Alès, il épouse Marie Brigitte de Meyran d'Ubaye.
    - Jean Baptiste du Roure (1707 à Arles - ), capitaine au régiment d'Auvergne. En 1736 à Saint-Just-en-Chevalet, il épouse Madeleine Ramey.
      - Henri du Roure (1745 - 1807 à Arles), dit Henri du Roure de Vergières, chevalier, baron de Beaujeu, seigneur de Beauchamp, premier consul de la ville d'Arles en 1776, maire d'Arles de 1805 à 1807. Le 24 mars 1772 à Arles, il épouse Gabrielle de Ginestous.
        - Charles Joseph du Roure (1773 à Arles - 1843), baron de Beaujeu, militaire. Il épouse en 1806 à Argilliers, Constance de Froment de Castille.
          - Antoine Scipion du Roure de Beaujeu (1808 à Arles - 1887 à Arles) épouse en 1857 à Paris, Mathilde Blühdorn.
            - Host Jérôme Théodore Scipion du Roure de Beaujeu (1858 à Arles - 1924 à Arles), dit le baron du Roure, historien et généalogiste. Le 21 juillet 1884 à Arles, il épouse Alexandrine Marthe Noëlie de Meyran Lacetta de Nans-Lagoy.
              - Jacques Edmond du Roure de Beaujeu (1888-1971) épouse le 30 avril 1923 Ela Lubienska, comtesse de Pélagie[7].
                - Scipion du Roure de Beaujeu (1924) épouse Nelly Patenôtre.
                  - Florence du Roure de Beaujeu, auteure[8].
                  - Urbain du Roure de Beaujeu, auteur[9].

              - François du Roure de Beaujeu (1891-1970), ancien élève de l'École navale (promotion 1908), officier de marine, chevalier de l'ordre national de la Légion d'honneur, prêtre.
              - Hélen Charles Louis du Roure de Beaujeu (1895-1987) épouse le 11 octobre 1922 à Béziers, Anne-Marie Josèphe Sylvie Xavière Le Bars.
                - Emmanuel François Joseph (1925-1986) épouse Geneviève d'Oriola[10].
                  - Host Henri du Roure de Beaujeu (1948), jésuite.

              - Scipion Jérôme du Roure de Beaujeu (1900-1982) épouse Édith Élisabeth Delphine Marie Cottin.
                - Roger Paul Marie Joseph du Roure de Beaujeu (1927-2009)[11] d'où descendance.
                - Jean Raphaël Scipion du Roure de Beaujeu (1930-1971)[12] épouse Josette Alice Emma Aron.
                  - Xavier du Roure de Beaujeu.

            - Anna du Roure de Beaujeu (1859-1938) épouse le 1er mai 1878, Charles de La Forest de Divonne.

          - Herminie du Roure de Beaujeu (1812-1886, sœur jumelle de Céleste) épouse le 10 février 1830, Casimir de Perrin de Jonquières, maire de la ville d'Arles en 1843-1844.
          - Céleste du Roure de Beaujeu (1812-1849, sœur jumelle d'Herminie) épouse le 22 avril 1834, Adolphe Parin de Lafarge, comte de Montélégier.

## Personnalités
- Henri du Roure, premier consul d'Arles en 1776. Revenu d'émigration, il est maire d'Arles de 1805 à 1807. Sa bibliothèque compte 2 000 livres et de nombreux dossiers généalogiques qu'utilisera plus tard son arrière-petit-fils, Scipion du Roure (1858-1924)[13].
- Scipion du Roure (1858-1924), historien et généalogiste, « est connu pour l'énorme travail archivistique qu'il réalise tout au long de sa vie, pour ses publications, en particulier les généalogies des familles provençales »[13]. Il est l'auteur de nombreux ouvrages[14], dont Nobiliaire de Provence, ouvrage réalisé à partir de très nombreuses sources[15] , Notes pour servir à l'histoire ecclésiastique d'Arles publié en 1906 et réédité en 2018[16] et l'Inventaire analytique des titres et documents originaux tirés des archives du château de Barbegal, publié en 1903. Un de ses descendants est également connu pour avoir défrayé les journaux au début des années 1950 lorsqu'il fut victime d'escrocs[17].
- Xavier du Roure de Beaujeu, arrière-petit-fils, historien et généalogiste[18].
- Host Henri du Roure, sj, supérieur de la communauté jésuite de La Réunion. Salarié du Parlement, conseiller municipal, directeur d’œuvre, délégué diocésain à la pastorale de la santé, il a œuvré au service de la mission ouvrière, des jeunes et du monde associatif[19].
- Monique de Nucé de Lamothe née Monique du Roure, sœur du précédent, helléniste, professeur de Lettres classiques au Lycée Saint François-Régis (Pierre Rouge) à Montpellier (1973-2008), autrice de : « La notion d’Érinyes dans le théâtre de Sophocle ».

## Alliances
Les principales alliances de la famille du Roure de Beaujeu sont : de Danger (1650), Meyran d'Ubaye (1700), Ramey (1736), de Ginestous (1772) de Froment de Castille (1806), de Perrin de Jonquières (1830), Parin de Lafarge (1834), Blühdorn (1857), de La Forest de Divonne (1878), de Meyran Lacetta de Nans-Lagoy (1884), du Laurens, Le Bars (1922), Lubienska  (1923), Patenôtre, d'Oriola, Cottin, Aron, de Nucé de Lamothe, des Isnards. 

## Armes
Les armes de la famille sont : D'argent, à un chêne terrassé de sinople, englanté d'or.

## Hôtel particulier
Après son mariage avec Anna du Roure de Beaujeu, Charles de Divonne achète en 1900 l'hôtel du Roure, demeure de la famille, et lui donne alors le nom d'hôtel de Divonne,. Les façades et les toitures sur la rue et sur la cour d'honneur, y compris le portail d'entrée ; les façades Renaissance sur la cour arrière et les toitures correspondantes, sont inscrites à l'inventaire des monuments historiques depuis le 15 janvier 1974.

## Hommage
En 1826, le conseil municipal d'Arles donne le nom de « rue du Roure » à une rue de la commune pour honorer la famille.

## Pour approfondir